# William Hudson
William Hudson (Kendal, Inglaterra, ca. 1730– 23 de mayo de 1793) fue un farmacéutico botánico inglés.
Trabajó como aprendiz de un farmacéutico de Londres antes de convertirse en bibliotecario adjunto del British Museum (1757). Con su Flora Anglica, participa en la popularización de la clasificación linneana. Publica a Praefectus Horte (1765 a 1771). Aplica, en particular, la clasificación linneana, a las plantas descritas por John Ray (1627-1705).

## Obra
- 2008. Flora Anglica: Exhibens Plantas Per Regnum Britanniae Sponte Crescentes (1798). Reimpreso por Lightning Source Inc. 726 pp. ISBN 1437281923

## Honores
- 1761: se convierte en miembro de la Royal Society.

Participa en la fundación de la Sociedad linneana de Londres.

### Eponimia
Géneros
- (Cistaceae) Hudsonia L.[1]

- (Combretaceae) Hudsonia A.Rob. ex Lunan[2]
- La abreviatura «Huds.» se emplea para indicar a William Hudson como autoridad en la descripción y clasificación científica de los vegetales.[3]